# Arcidiecéze acerenzská
Arcidiecéze Acerenza je arcidiecéze římskokatolické církve nacházející se v Itálii

## Území
Arcidiecéze zahrnuje město Acerenza a dalších 16 měst provincie Potenza: Laurenzana, Cancellara, Calvello, Genzano di Lucania, Anzi, Pietrapertosa, Pietragalla, Banzi, Castelmezzano, Palazzo San Gervasio, San Chirico Nuovo, Tolve, Brindisi Montagna, Trivigno, Vaglio Basilicata, Oppido Lucano.
Arcibiskupským sídlem je město Acerenza, kde se nachází hlavní chrám katedrála Panny Marie Nanebevzaté a svatého Kania.
Rozděluje se do 21 farností. K roku 2012 měla 42 600 věřících, 39 diecézních kněží, 3 řeholní kněze, 3 řeholníky a 60 řeholnic.

## Historie a současnost
Roku 400 byla založena diecéze Acerenza a prvním biskupem se stal Romano.
Roku 1059 byla povýšena na metropolitní arcidiecézi a poté byl přejmenována na metropolitní arcidiecézi Acerenza e Matera (1203).
Dne 27. června 1818 byla tato arcidiecéze potlačena. O čtyři roky později byla znovu obnovena jako Acerenza–Matera.
Dne 2. července 1954 byl přejmenována na jen na Acerenza a část území dostala obnovená arcidiecéze Matera.
Po 22 letech od přejmenování dne 21. srpna 1976 jí byl sebrán titul metropolitní arcidiecéze a byla z ní utvořena jen diecéze Acerenza ale o rok později 3. prosince 1977 byla povýšena na arcidiecézi.

## Seznam biskupů a arcibiskupů
Diecéze Acerenza
- Romano
- Monocollo
- Pietro
- Silvio
- Teodosio
- Aloris
- Stefano
- Araldo
- Berto
- Leone
- Lupo
- Evalanio
- Azo
- Asedeo
- Giuseppe
- San Giusto
- Leone
- Pietro
- Rodolfo (869–874)
- Leone (874–909)
- Andrea (906–935)
- Giovanni (936–972)
- Giovanni (993–996)
- Stefano (996–1024)
- Stefano (1029–1041)
- Stefano (1041–1048)
- Goderio (1048–1058)
- Goderio (1058–1059)

Metropolitní arcidiecéze
- Godano (1059–1066)
- Arnaldo (1066–1101)
- Pietro (1102–1142)
- Durando (1142–1151)
- Roberto (1151–1178)
- Riccardo (1178–1184)
- Pietro (1184–1194)
- Pietro (1194–1197)
- Rainaldo (1198–1199)
- Andrea (1200–1203) poté arcibiskup Acerenza e Matera

Metr. arcidiecéze Acerenza e Matera
- Andrea (1203–1231) znovu zvolen
- Andrea (1236–1246)
- Anselmo (1252–1257)
- Lorenzo (1257–1276)
- Pietro d’Archia (1277–1299)
- Gentile Orsini (1300–1303)
- Guido (1303–1306)
- Landolfo, O.P. (1306–1308)
- Roberto (1308–1334)
- Pietro (1334–1343)
- Giovanni Corcello (1343–1363)
- Bartolomeo Prignano (1363–1377) poté papež Urban VI.
- Niccolò Acconciamuro (1377–1378)
- Giacomo di Silvestro (1379-?)
- Bisanzio Morelli (1380–1391)
- Pietro Giovanni de Baraballis (1392–1394)
- Stefano Goberio (1395–1402)
- Riccardo de Olibano (1402–1407)
- Niccolò Piscicelli, O. Cist. (1407–1415)
- Manfredi Aversano (1415–1444)
- Marino de Paolis (1444–1470)
- Francesco Enrico Languardo, O.P. (1470–1482)
- Vincenzo Palmieri (1483–1518)
- Andrea Matteo Palmieri (1518–1528)
- Francesco Palmieri, O.F.M. (1528–1530)
- Giovanni Michele Saraceni (1531–1556)
- Sigismondo Saraceno (1558–1585)
- Francesco Antonio Santorio (1586–1589)
- Francisco Avellaneda (1591–1591)
- Scipione da Tolfa (1593–1595)
- Giovanni Mira (1596–1600)
- Giuseppe de Rossi (1606–1610)
- Giovanni Spilla, O.P. (1611–1619)
- Fabrizio Antinoro (1621–1630)
- Giovanni Domenico Spinola (1630–1632)
- Simone Carafa Roccella, O. Teat. (1638–1647)
- Giambattista Spinola (1648–1664)
- Vincenzo Lanfranchi (1665–1676)
- Antonio del Río Colmenares (1678–1702)
- Antonio Maria Brancaccio (1703–1722)
- Giuseppe Maria Positano, O.P. (1723–1729)
- Alfonso Mariconda, O.S.B. (1730–1737)
- Giovanni Rosso, C.R. (1737–1738)
- Francesco Lanfreschi (1738–1754)
- Antonio Ludovico Antinori (1754–1758)
- Serafino Filangeri, O.S.B. Cas. (1758–1762)
- Nicola Filomarini, O.S.B. (1763–1767)
- Carlo Parlati, C.O. (1767–1774)
- Giuseppe Sparano (1775–1776)
- Francesco Zunica (1776–1796)
- Camillo Cattaneo della Volta (1797–1834)
- Antonio Di Macco (1834–1854)
- Gaetano Rossini (1855–1867)
- Pietro Giovine (1871–1879)
- Gesualdo Nicola Loschirico, O.F.M. Cap. (1880–1890)
- Francesco Maria Imparati, O.F.M. (1890–1892)
- Raffaele Di Nonno, C.SS.R. (1893–1894)
- Diomede Falconio, O.F.M. (1895–1899)
- Raffaele Rossi (1899–1907)
- Anselmo Filippo Pecci, O.S.B. (1907–1945)
- Vincenzo Cavalla (1946–1954)

Metr. Arcidiecéze Acerenza
- Domenico Picchinenna (1954–1961)
- Corrado Ursi (1961–1966)
- Giuseppe Vairo (1970–1976) poté biskup Acerenzy

Diecéze Acerenza
- Giuseppe Vairo (1976–1977) poté zas arcibiskup

Arcidiecéze Acerenza
- Giuseppe Vairo (1977–1979)
- Francesco Cuccarese (1979–1987)
- Michele Scandiffio (1988–2005)
- Giovanni Ricchiuti (2005–2013)
- Francesco Sirufo (od 2016)